# Patachich Iván

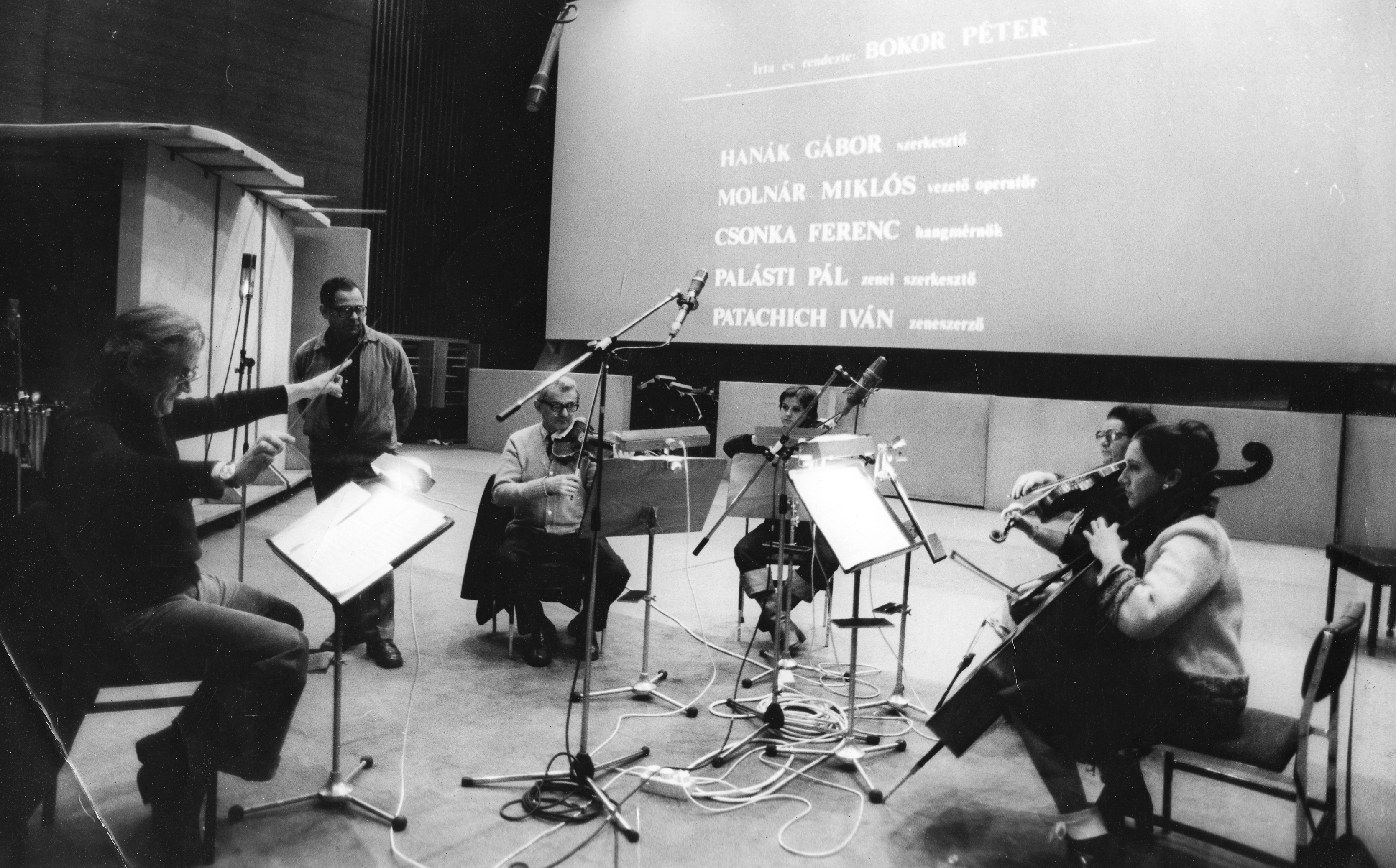
Az MTV Századunk (1981) című tévésorozaa. Vezényel: Patachich Iván, mögötte Bokor Péter rendező.

Patachich Iván (Budapest, 1922. június 3. – Budapest, 1993. május 10.) magyar zeneszerző.

## Életpályája
1941–1947 között a budapesti Liszt Ferenc Zeneművészeti Főiskolán tanult zeneszerzést Siklós Albertnél, Viski Jánosnál és Szabó Ferencnél, karmesterséget pedig Ferencsik Jánosnál.
Kezdetben színházi zenekarokat, a Magyar Állami Operaház zenekarát (1943–1947), valamint a Vígopera (1947–1948) és a Madách Színház (1951–1952) zenekarát vezényelte. 1952-ben a Mafilm magyar filmstúdió zenei igazgatója lett. Ezt a tisztséget 1987-ig töltötte be.
Mintegy 200 filmzenét komponált. Életművében két opera és három balett is szerepel. 1958-tól figyelme, Jancsó Miklós barátságának köszönhetően, döntően az elektronikus zene felé fordult. Megírja elsőként Magyarországon első elektronikus kompozícióját egy Jancsó filmhez, A harangok Rómába mentek címűhöz.
Az elektroakusztikus zenével kísérletezett pozsonyi, budapesti [MR], stocholmi [EMS], stuttgarti, utrechti [Michael Könignél tanult DAAD ösztöndíjjal egy évig a Sonology Institute épületében] és New York-i [Columbia University] stúdiókban. Magyarországon elsőként alkalmazott komponált elektroakusztikus zenét. 1971-ben Budapesten létrehozta az EXASTUD (Experimentum Auditorii Studii) nevű elektronikus-zenei stúdiót a Könyves Kálmán körúti Filmgyár II. telephelyének MOVI stúdióban. 1976-77-ben, Stuttgartban és Utrechtben folytatott elektroakusztikus-, és számítógépes-zenei kísérleteket.
Dalos Anna írja doktori dolgozatában, hogy: "Patachich Iván [...] a Ta foneénta (1976) darabban megszólaló hangokkal (fonémákkal), a Watermusic (1988) a víz hangjaival játszik. Patachich nemritkán képzőművészeti allúziókkal él – absztrakt festményekre utalva –, a címadáskor a Ludi spaziali (1978) címével is térbeli játékokra utal. A fuvolára és elektronikára komponált Electrotibia (1985) [...] minden bizonnyal Elek Tihamér fuvolaművész nevét rejti, a Modharp (1989) a hárfa hangjának modulálására, míg a DX-7 Reports no. 1 (1987) az új szintetizátorral való kísérletezésre utal.  
[...] Patachich előszeretettel dolgozott élő hangszerekkel műveiben: leggyakoribb módszere az volt, hogy a felvett hangszeres dallamot, amely eredeti alakjában is hallható a szalagon, elektronikusan modulálja, s ezek a modulált elemek ellenszólamot képeznek az eredeti szólamhoz: a Metamorfosi I-ben (1977) a marimba, a Metamorfosi II-ben (1977) a fuvola, az Antifoniban (1977) a hegedű, a Kínai templomban az énekhang áll a középpontban.
Későbbi darabjaiban azonban jelentős változás érzékelhető: a nyolcvanas évek közepétől írott műveiben – így például a tekerőlantra írott Patience binaire a vielle-ben (1985), az Electrotibiában, a Fagotto digitaléban (1988), vagy a csellóra komponált Salmo e ballatában (1988) – az elektronika a szólóhangszert kísérő zenekar szerepét veszi át. Az elektronika zenekari szerepe mellett feltűnő, mennyire tradicionális e daraboknak a dallam- és harmóniavilága is. A Patience binaire a vielle tonális-dallamos világa hol diszkózenévé, hol pedig indiai zenévé alakul át, a Salmo e ballata barokk hangvételekkel játszik, míg a Modharp az ötvenes évek tánckaraktereit idézi meg. "
Az alábbi helyeken hozott létre kompoziciókat: Columbia University, N.Y. (1969), Stockholm (1974), Pozsony (1975), Stuttgart (1976), Utrecht (1977), Bourges (1980), Belgrád (1985), Athén (1987), Párizs (JRM) (1985) és (CEMAMU), (1988).
1978-ban marimbára és hangszalagra komponált Metamorphosi című művéért neki ítélték a bourges-i elektroakusztikai díjat. Ludi spaziali című kompozíciójával 1984-ben elnyerte a francia C.I.M.E. nagydíját. 

## Művei
| - 1949 Concerto zenekarra - 1950 Ungarische Suite (Magyar szvit) - 1950 Balkan Suite (Balkán szvit) - 1953 Magyar képek - 1954 Kleine Suite (Kis szvit) - 1955 Rokoko Suite (Rokoko szvit) für kleines Orchester - 1955 Favola Suite (Mese szvit) - 1958 A város peremén Sinfonische Dichtung - 1960 Serenade für Streicher (Serenata per Archi) - 1962 Tanz-Skizzen (Táncvázlat) - 1962 Divertimento - 1963 Quadri Sportivi (Sportképek) - 1964 Simfonietta - 1965 Első szimfónia - 1965 Quadri di Picasso - 1965 Schizzi Neri - 1965 Miniatur Suite (Miniatűr szvit) - 1966 Második szimfónia - 1967 Colori 67 (Színek 1967) - Bakaruhában szvit - Balcanophonia - Fekete-fehér első szvit - Fekete-fehér, második szvit - Hét darab zenekarra: - 1. Capriccio - 2. Szerenád - 3. Maskara tánc - 4. Ébred az udvar - 5. Tarantella - 6. Ária - 7. Humoresque - Második divertimento - Mngongo et Mlába Suite - Schizzi per Orchestra - Suite Rococo per Archi | - 1970 Märchen-Suite - 1974 Burlesques - 1977 Zwei ungarische Tänze - 1978 Hispanica - 1979 Tree Schizzi per Orchestra da Fiati - Miniaturen für Blasorchester - Suite Rococo per Orchestra da Fiati - Trois Pièces Caractéristiques - 1958 Fekete-fehér Balett - 1962 Teomachia Oper – Libretto: Sándor Weöres - 1963 Bakaruhában Balett - 1967 Mngongo mlába Balett - 1970 Fuenteovejuna (Hős falu) Oper - 1980 Möbius tér Pantomime - 1957 Sestetto per Arpa et Fiati für Harfe und Bläser - 1965 Trio per Fiati - 1965 Ritmidispari per Fiati Dottone für Bläseroktett - 1966 Tre Pezzi per Organo - 1972 Ritmo e Dispari per due Corni - 1972 Saxophon-Quartett - Aquarelli für 2 Posaunen - Kupferschnitt mit Holz Rhapsodie für Klarinette - Petite Suite für 2 Klarinetten |

## Filmzenéi
- A Balaton (1951)
- A 8. szabad május 1 (1952)
- Arat az orosházi 'Dózsa' (1953)
- Ősz Badacsonyban (1954)
- Tihany (1956)
- Móricz Zsigmond 1879–1942 (1956)
- A Zsarnok Medve (1956)
- Terülj, terülj asztalkám (1956)
- Bölcsők (1957)
- Gerolsteini kaland (1957)
- Séta egy erdőben (1957)
- Fekete karácsony (1957)
- Aranybalta (1958)
- Esztergom kincsei (1958)
- Lángok (1958)
- Kaland az Állatkertben (1958)
- A harangok Rómába mentek (1959)
- Májusi dal (1959)
- Mindent rendbe lehet hozni (1959)
- Madárdal a kőrengetegben (1959)
- Az én városom (1959)
- Valóság és álom (1960)
- Vihar a Sycamore utcában (1960)
- Félelem (1960)
- Mikszáth életútján (1960)
- Kilenc perc… (1960)
- Korunk városa (1960)
- Hajnali harmat országa: Korea (1960)
- A dél országa (Vietnam) (1960)
- Az ujjászületett Budapest (1960)
- A tűz országútján (1960)
- Szívdobogás (1961)
- Halálkanyar (1961)
- Énekelnek a gyerekek (1961)
- Vigyázat, mázolva! (1961)
- Mostoha történet (1961)
- Lámpagyújtás (1961)
- Az élet hajnalán (1961)
- Vaszary (1961)
- Életmentő véradók (1961)
- Öreg malmok (1961)
- Különös tárgyalás (1961)
- Emberek a kohónál (1961)
- A szeretet nevében: Inkvizíció (1961)
- Alkonyok és hajnalok (1961)
- Májusi fagy (1961)
- Felmegyek a miniszterhez (1962)
- Honfoglalás I–II. (1963)
- Egyedül (1963)
- Az izom titka (1964)
- A sasfióka (1964)
- Képek a magyar némafilm történetéből (1964)
- Modern Otthon (1964)
- Hervad már ligetünk… (1964)
- Pletyka délutánja (1964)
- Margitka (1965)
- Húszévesek lettek (1965)
- Autókór (1965)
- Viktória 1945 (1965)
- Kakuk Marci nagy szerencséje (1966)
- Erdei pillanatok (1966)
- Büdösvíz (1966)
- Csata a katonával (1967)
- Napfényes kertekben (1967)
- A torna mesterei (1967)
- Macskakaland (1968)
- Diákváros (1970)
- Ügyesen, szépen (1973)
- Századunk (1981)
- A világkagyló mítosza (1982)

## Fordítás
- Ez a szócikk részben vagy egészben  az   Iván Patachich című német Wikipédia-szócikk ezen változatának fordításán alapul.  Az eredeti cikk szerkesztőit annak laptörténete sorolja fel. Ez a jelzés csupán a megfogalmazás eredetét és a szerzői jogokat jelzi, nem szolgál a cikkben szereplő információk forrásmegjelöléseként.
- Ez a szócikk részben vagy egészben  az   Iván Patachich című holland Wikipédia-szócikk ezen változatának fordításán alapul.  Az eredeti cikk szerkesztőit annak laptörténete sorolja fel. Ez a jelzés csupán a megfogalmazás eredetét és a szerzői jogokat jelzi, nem szolgál a cikkben szereplő információk forrásmegjelöléseként.